# Planul de campanie al Armatei României pentru anul 1916 - „Ipoteza Z”
Planul de campanie al Armatei României pentru anul 1916 - „Ipoteza Z" a reprezentat documentul de planificare politico-militară pentru desfășurarea acțiunilor militare ale Armatei României, după intrarea în război de partea Antantei, în anul 1916.
Planul stabilea obiectivul general al războiului, modul de acțiune și de alocare a forțelor militare pentru îndeplinirea acestuia. Planul a fost întocmit de Secția Operații a Marelui Stat Major, condusă de colonelul Ion Rășcanu, fiind aprobat de șeful Statului Major General, generalul Vasile Zottu, la începutul lunii august 1916.

## Cadrul general
Planul prevede desfășurarea de către Armata Românei de operații militare pe două fronturi astfel: o ofensivă strategică în Transilvania, pe frontul de nord și nord-vest și defensiva strategică pe frontul de sud. Premisele fundamentale pe care s-a întemeiat această decizie au fost că: printr-o ofensivă viguroasă armata română va respinge forțele austro-ungare din Transilvania, înainte ca Puterile Centrale să poată aduce pe acest front efective noi, precum și că trupele germano-bulgare de la sud de Dunăre nu aveau capacitatea de a duce o operație militară de anvergură, care să pună în pericol acțiunile de pe frontul din Transilvania.:pp 763-764

## Obiective
Planul de campanie pentru anul 1916, „Ipoteza Z” definea obiectivul politic major al războiului ca fiind „realizarea idealului nostru național, adică întregirea neamului, prin eliberarea teritoriilor locuite de români, care se găsesc astăzi înglobate în monarhia austro‑ungară”.:p. 97

## Execuția misiunii

### Gruparea forțelor
În conformitate cu prevederile acestui plan, în momentul declarării mobilizării se înființau patru armate: Armata 1, Armata 2, Armata 3 și Armata de Nord, prin transformarea corpurilor de armată existente. Forțele angajate au fost următoarele: 576.408 militari în unitățile combatante din care 420.324 pe frontul din Transilvania (Armatele 1,2 și de Nord), 140.543 militari pe frontul de sud (Armata 3) și 51.165 militari (Corpul 5 Armată și artileria grea) rezerva la dispoziția Marelui Cartier General. Acestora li se adăugau alți 257.193 de militari în partea sedentară.:p.50

### Acțiunile forțelor de pe frontul de nord și nord-vest
Pe frontul din Transilvania acțiunile militare ofensive urmau să se desfășoare în trei etape și erau prevăzute să dureze 30 de zile de la începerea mobilizării, moment în care forțele române trebuiau să atingă aliniamentul Ciucea-Caransebeș în vederea angajării unei bătălii generale cu inamicul.:p.51

## Punerea în practică
Un element care a impietat puternic punerea în execuție a acestui plan a fost faptul că formarea celor patru comandamente de armată s‑a făcut după declanșarea mobilizării și nu înaintea ei, așa cum ar fi fost normal. Prin urmare, comandamentele nou create nu au putut să gestioneze această operație dificilă, preluând comanda asupra forțelor subordonate și controlul operațiilor aflate în curs de desfășurare simultan cu propria lor constituire.
Excepția a reprezentat-o Armata de Nord unde generalul Prezan, a fost singurul comandant de corp de armată rămas la comanda armatelor. Acesta este și unul din factorii majori care au contribuit la modul organizat și disciplinat în care au fost conduse și desfășurate acțiunile militare ale Armatei de Nord, față de ezitările și improvizațiile care s-au manifestat în cazul operațiilor desfășurate de restul armatei române.:p. 240